# 南朗山道

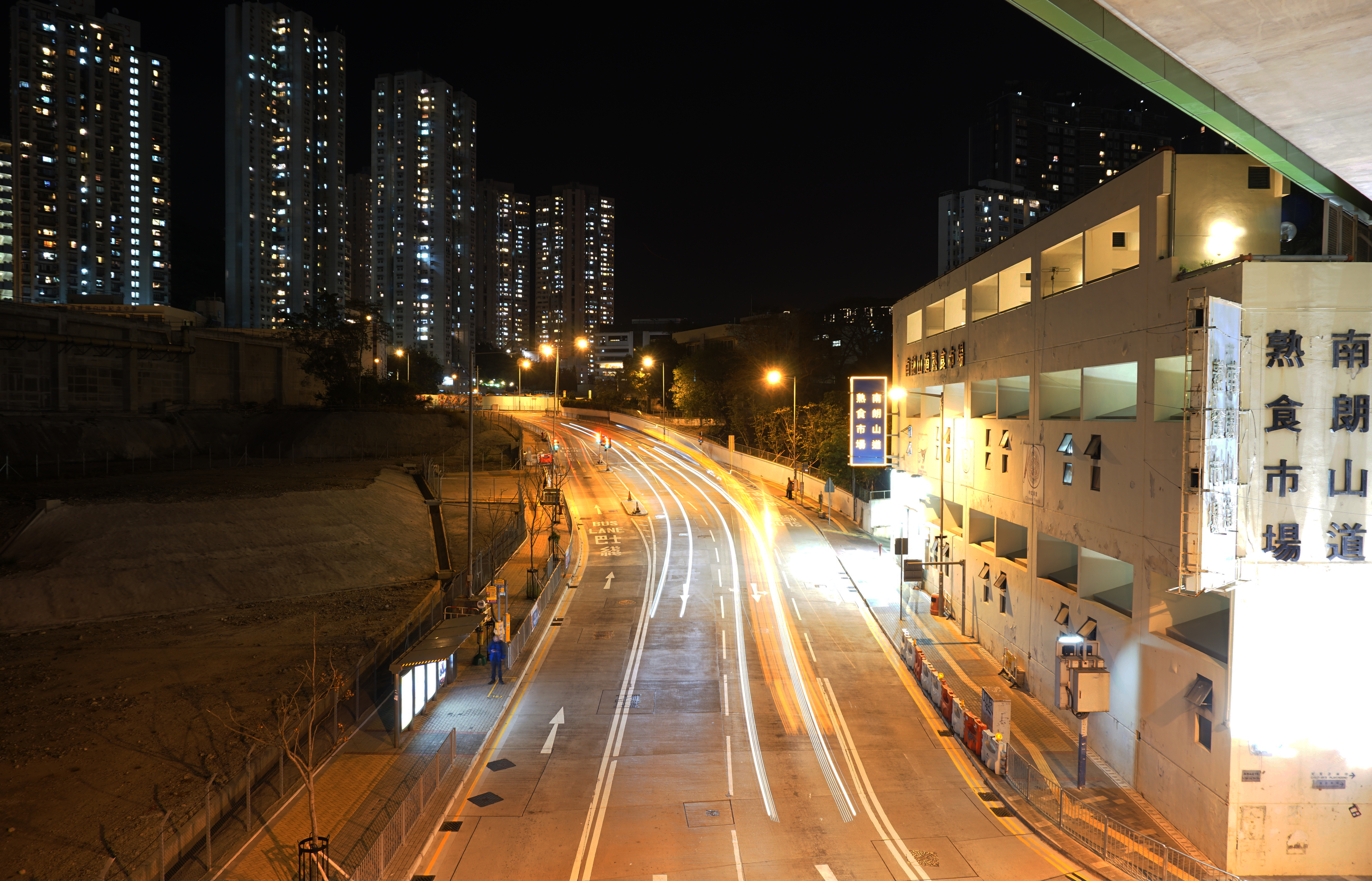
南朗山道近熟食市場

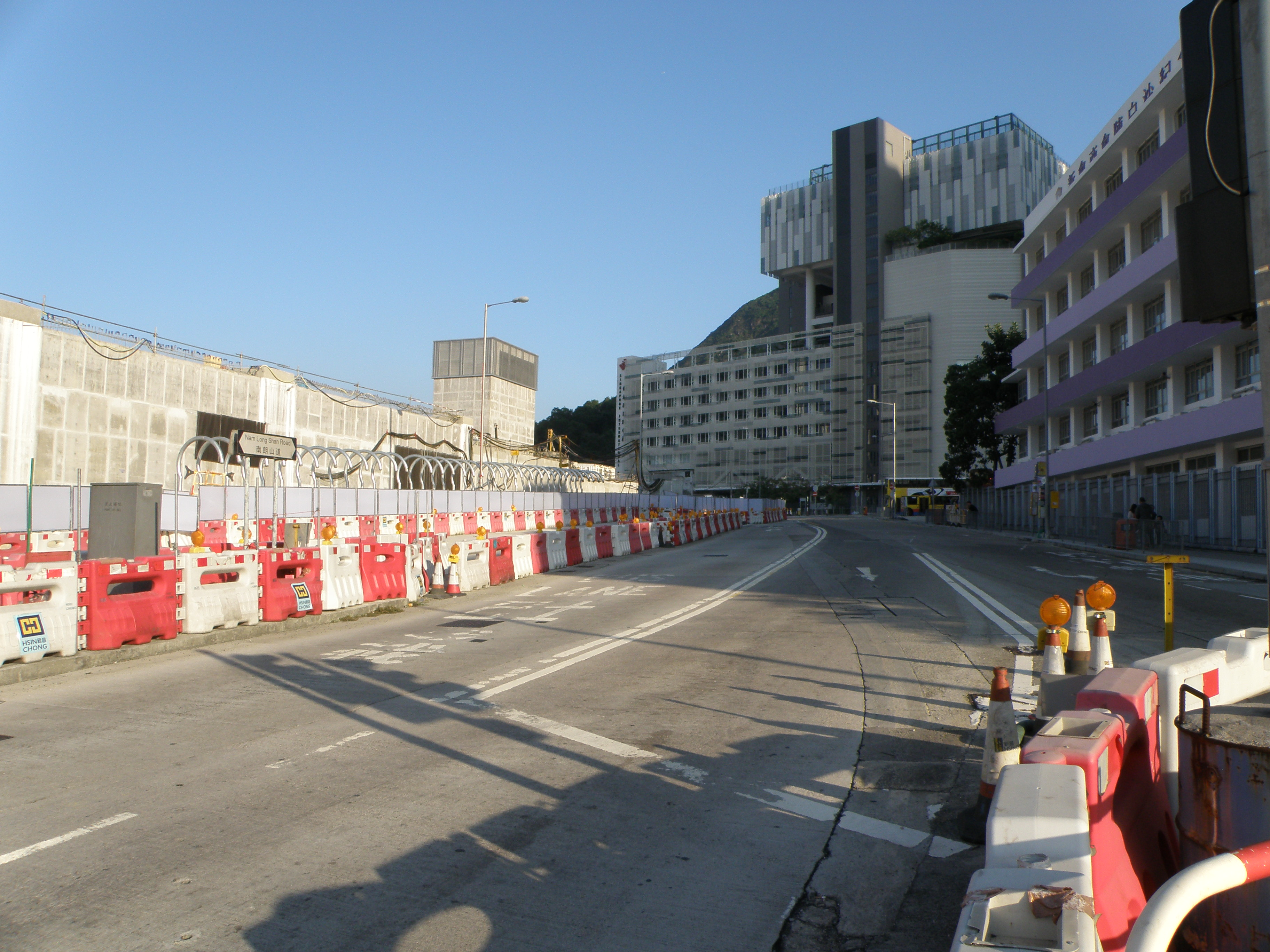
南朗山道近新會商會陳白沙紀念中學（右）

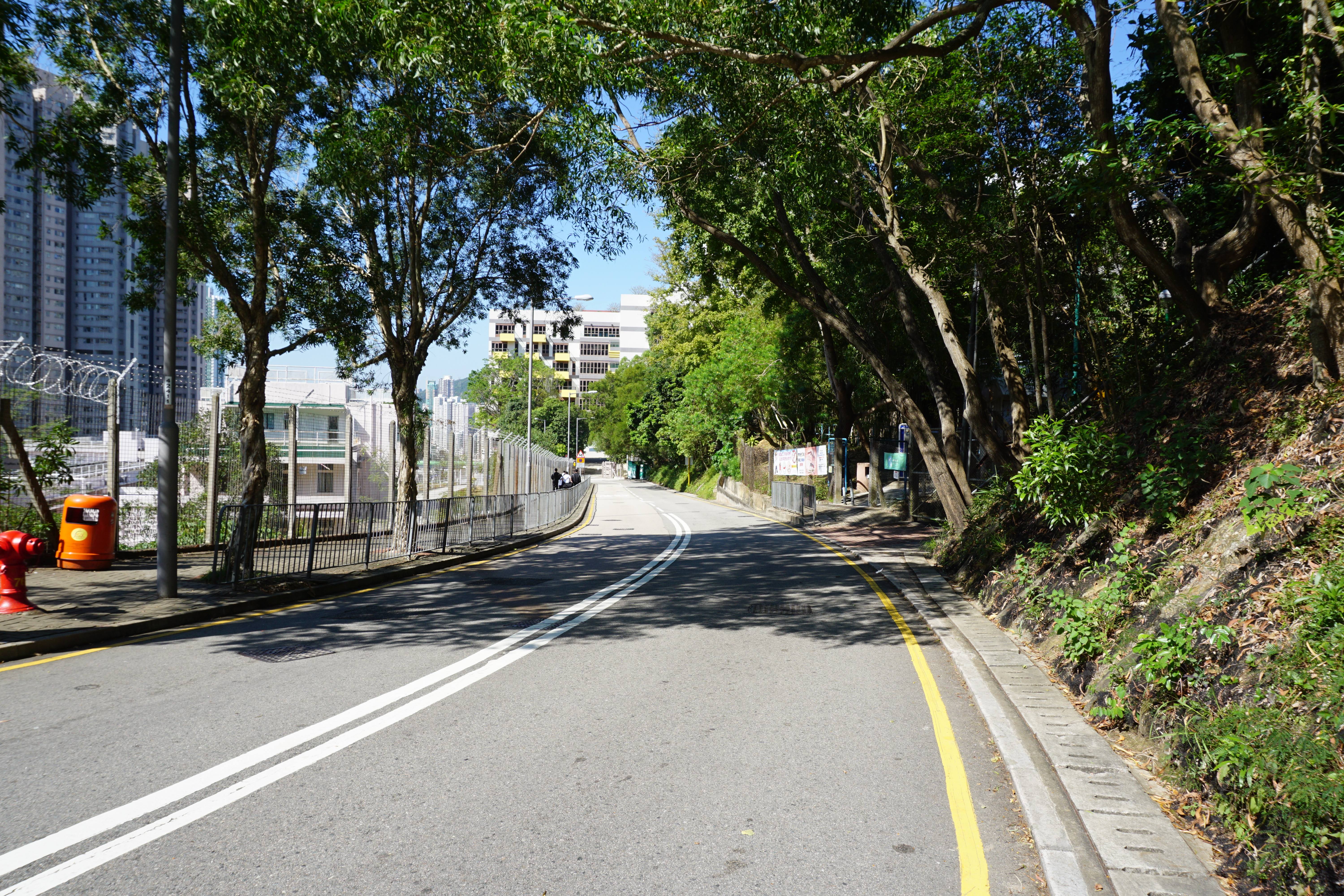
南朗山道近雅濤閣（左）

南朗山道（英語：Nam Long Shan Road）是香港南區的一條主要道路，連接黃竹坑黃竹坑道至南朗山半島南部，途經前黃竹坑邨及深灣道等地。
南朗山道大致可分為三部份：黃竹坑道至深灣道交界為雙程行車，但南行線為巴士專線，只供巴士前往黃竹坑巴士總站；深灣道至警校道交界則為單向北行雙線行車；而警校道以南一段則恢復雙程行車。南朗山道並不直達南朗山山頂，而是通往南朗山半島南部，進入香港海洋公園的高峰園區，至尋鯊探秘一帶為止。海洋公園範圍內的一段南朗山道為限制道路，只供海洋公園所屬車輛使用。

## 歷史
1939年，香港政府於南朗山南部修建「南朗山高射炮台」（近現今香港海洋公園「太平洋海岸」位置），裝配兩門3吋高射炮，並開闢軍用道路由香島道（今黃竹坑道）直達，該道路即為南朗山道的前身。戰後，炮台週邊範圍改建為「市政事務署訓練學校」，當時道路英文名為Occupational Road，學校至約1973年因為政府撥地興建海洋公園而遷走。

## 圖集

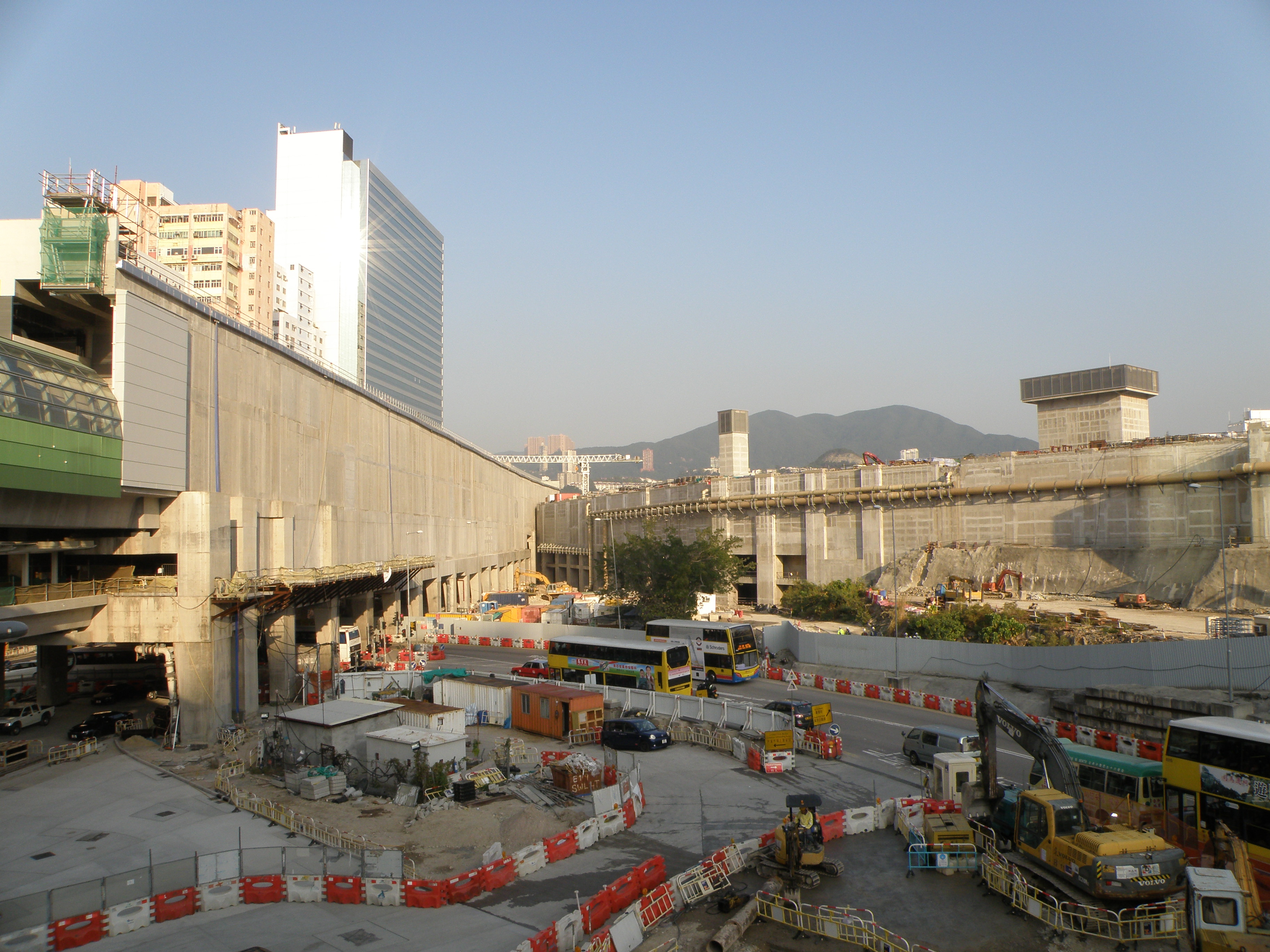
南朗山道近黃竹坑站地盤臨時改道（2015年1月）
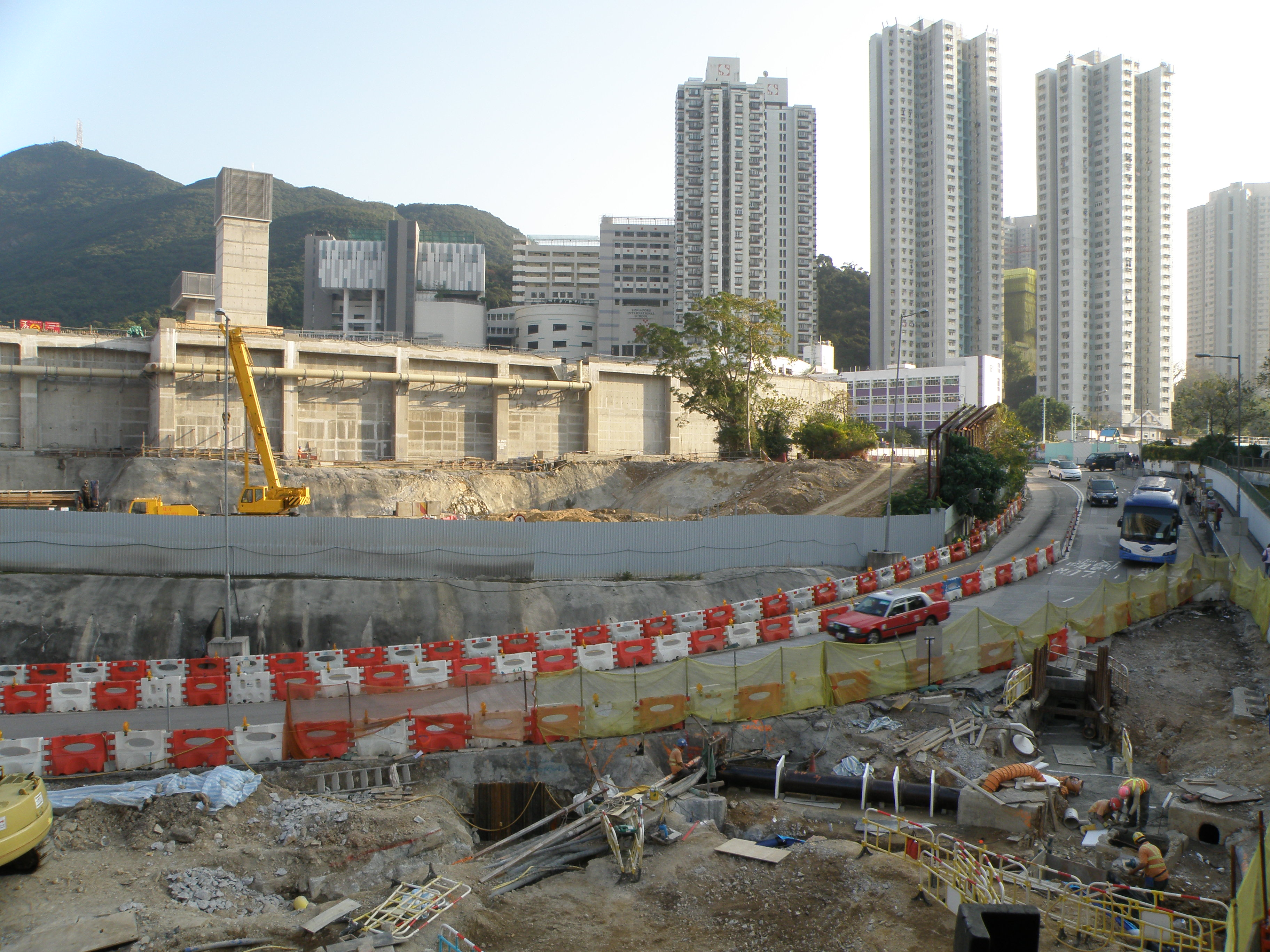
南朗山道近惠福道臨時改道（2015年1月）
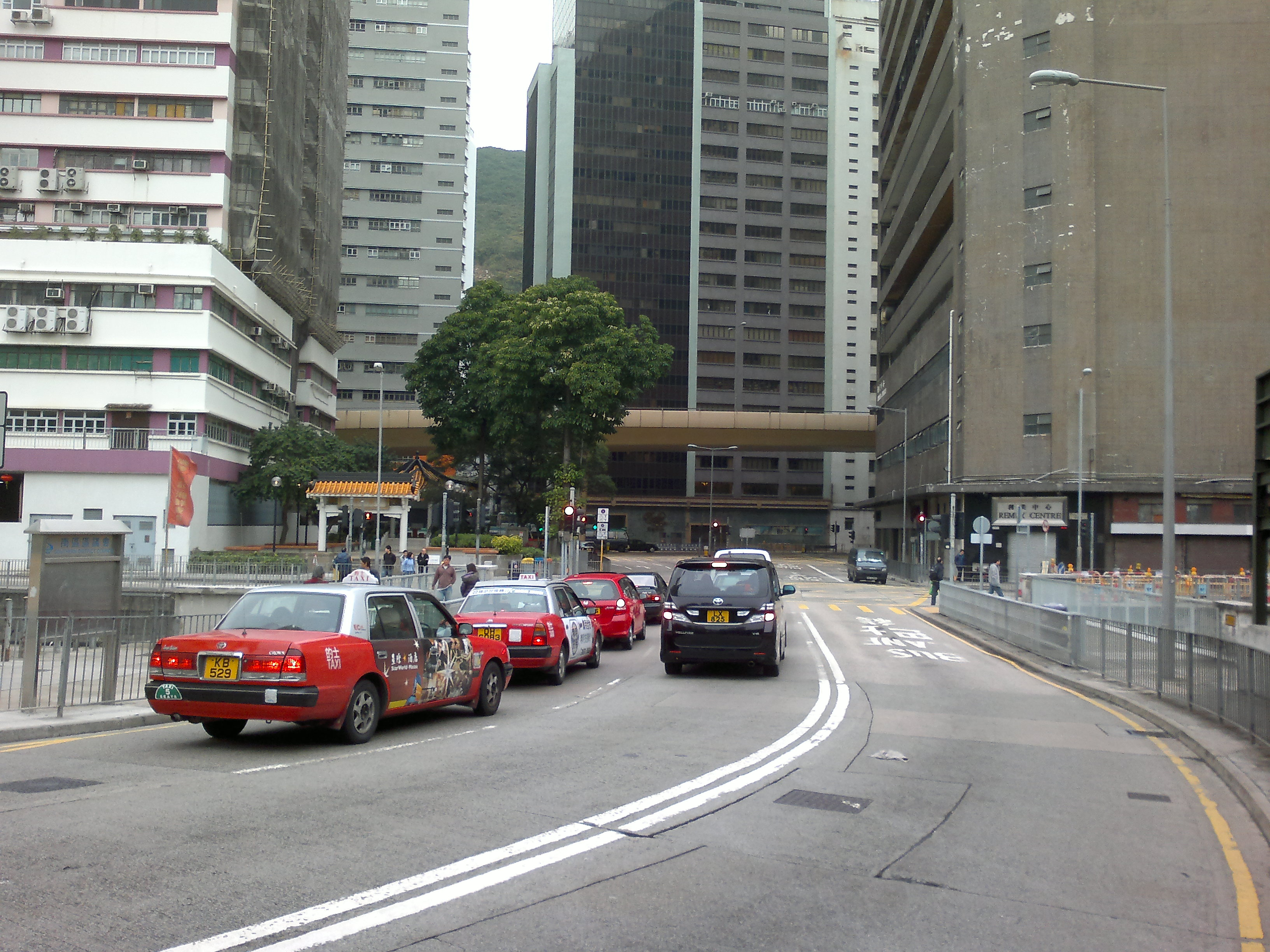
南港島綫動工前的南朗山道北端（2011年2月）

## 沿路著名地點
- 香葉道
- 黃竹坑大王爺廟
- 南朗山道熟食市場[1]
- 港鐵黃竹坑站
- 前黃竹坑邨
- 港島南岸住宅 The Southside大型商場
- 安貧小姊妹會聖瑪利安老院
- 包玉剛游泳池
- 新會商會陳白沙紀念中學
- 新加坡國際學校
- 東華三院戴麟趾安老院
- 香港防癌會（前南朗醫院）
- 瑪利灣學校
- 香港加拿大國際學校
- 香港青年培育會
- 南朗山道休憩公園
- 香港海洋公園高峰園區（限制道路）
  - 海洋列車高峰站
  - 海洋劇場
  - 中華鱘館
  - 尋鯊探秘
- 香港海洋公園水上樂園
- 富麗敦海洋公園酒店

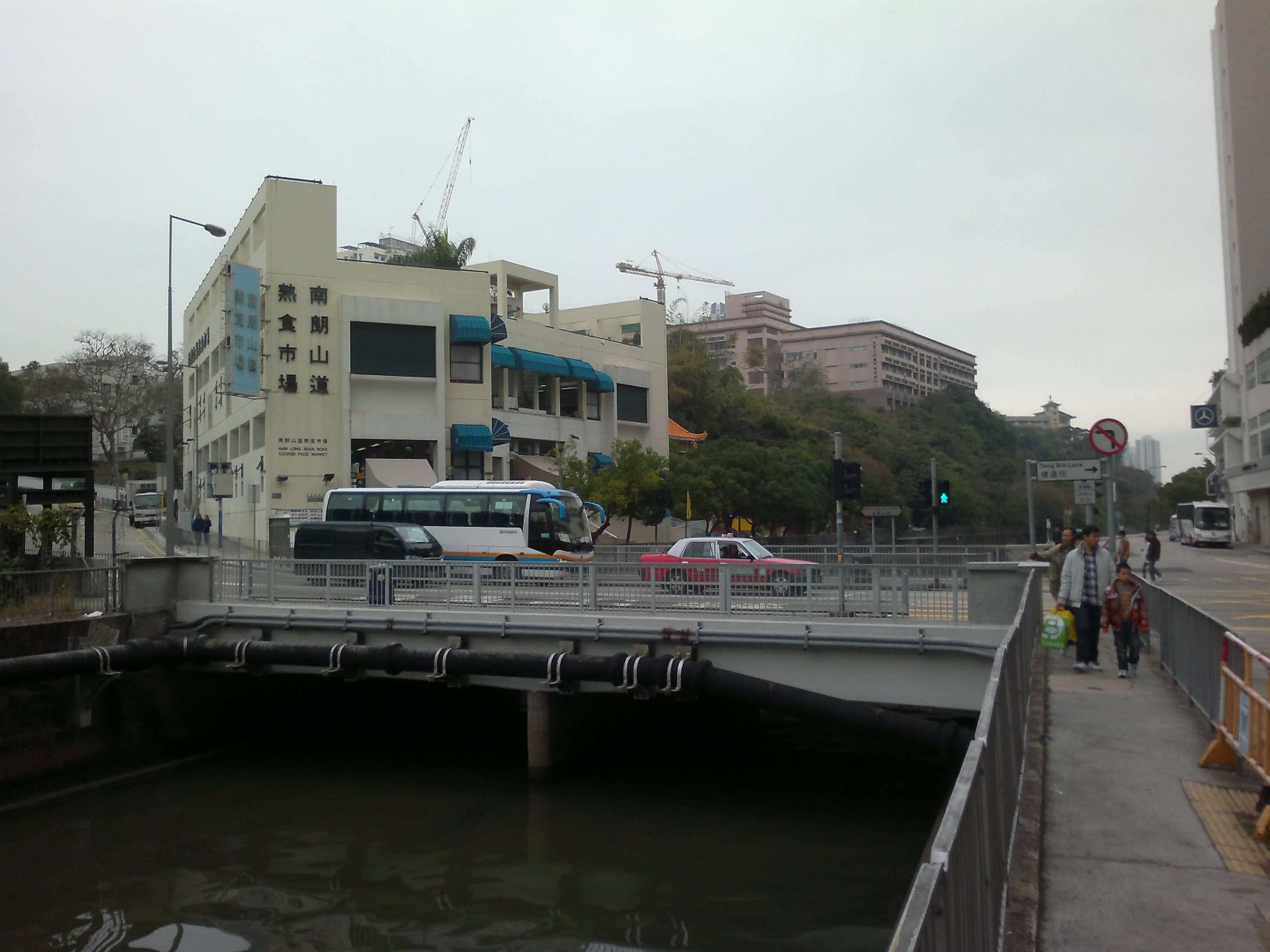
南港島綫動工前的南朗山道熟食市場（2011年2月）

## 交匯道路
- 黃竹坑道
- 香葉道
- 惠福道
- 深灣道
- 警校道